# زبان‌های ایبری
زبان‌های ایبری یک اصطلاح عمومی برای زبان‌هایی است که در حال حاضر یا در گذشته در شبه‌جزیره ایبری به‌کار رفته‌است.

## زبان‌های تاریخی

### زبان‌های پیشارومی

زبان‌های پیشارومی ایبری در حدود ۳۰۰ سال قبل از میلاد

زبان‌های زیر در شبه‌جزیره ایبری قبل از رومی‌سازی و گسترش زبان لاتین به کار می‌رفت:
- آکیتانی (احتمالاً نزدیک به باسکی نخستین یا مشابه‌های آن)
- باسکی نخستین
- ایبری
- تارتسی
- زبان‌های هندواروپایی
  - زبان‌های سلتی
    - سلتیبری
    - گالائیک

  - لوزیتانی (مورد مناقشه در دسته‌بندی: ایتالیایی، سلتی، پاراسلتی یا دیگر انواع هندواروپایی)
  - سوروتاپتیک (زبان بومیان اسپانیا)
  - زبان‌های هلنی‌تبار
    - یونانی باستان
- زبان‌های آفروآسیایی
  - زبان‌های سامی
    - فنیقی
      - پونی

### زبان‌های قرون وسطی
در قرون وسطی، پس از سقوط امپراتوری روم غربی، زبان‌های زیر در شبه‌جزیره ایبری صحبت می‌شد.
- باسکی قرون وسطائی
- زبان‌های هندواروپایی
  - زبان‌های ژرمنی
    - بوری
    - گوتی
    - سوئبی
    - وندالی

  - زبان‌های ایتالی
    - لاتین
      - آستوری-لئونی
      - گالیسی-پرتغالی (پرتغالی قدیم)
      - اکسیتان باستان
      - کاستیلیای باستان (اسپانیایی قدیم)
      - مستعربی
      - زبان ناوارو-آراگونی

  - زبان‌های سلتی
    - بریتونی

  - زبان‌های هندوایرانی
    - زبان‌های ایرانی
      - سکایی
        - الانانی

    - زبان‌های هندوآریایی غربی
      - رومانی
- زبان‌های آفروآسیایی
  - زبان‌های بربری
  - زبان‌های سامی
    - زبان‌های عربی
      - عربی کلاسیک
        - عربی اندلسی

    - زبان‌های یهودی
      - عبری قرون وسطایی (بر اساس عبری کتاب مقدس)
        - عبری سفاردی
        - زبان‌های یهودی-رومی (همچنین به عنوان زبان‌های ایتالیایی/لاتین طبقه‌بندی می‌شوند)
          - یهودی-آراگونی
          - یهودی-کاتالان
          - یهودی-پرتغالی
          - یهودی-اسپانیایی

## زبان‌های نو
در حال باشندگان اصلی شبه‌جزیره ایبری به زبان‌های زیر گفتگو می‌کنند.

### بر اساس گروه‌های زبانی
- باسکی (تک‌خانواده)
  - باتوآ
  - بیسکایان
  - گیپوزکوان
  - ناوارس علیا
  - ناوارس پایین
  - لاپوردی
  - زوبرا
- زبان‌های هندواروپایی
  - زبان‌های ایتالی
    - زبان‌های رومی
      - آراگونی
      - آستوری-لئونی
        - آستوری

زبان‌های شبه‌جزیره ایبری (نقشه ساده‌شده).

        - کانتابری (گویش مشترک با اسپانیایی)
        - لئونی
        - میراندی
        - اکسترمادورایی (گویش مشترک با اسپانیایی)

      - کاتالان
        - کاتالان شرقی
          - کاتالان شمالی
          - کاتالان مرکزی

        - کاتالان غربی
          - کاتالان شمال‌غربی
          - والنسیایی
          - ریباگورچان (گویش مشترک با آراگونی)
            - بناسکی (گویش مشترک با آراگونی و اکسیتان گاسکونی)

      - فرانسوی
      - گالیسی-پرتغالی
        - گالیسی
        - اوناویایی
        - فالا
        - پرتغالی
          - لهجه‌های پرتغالی

      - اسپانیایی (یا کاستیلیایی)
        - گویش‌ها و انواع دیگر اسپانیایی

  - زبان‌های ژرمنی
    - آنگلو-فریسی
      - انگلیسی (گونه جبل الطارق)
- زبان‌های مختلط
  - کالو (رومی ایبرو-رمانسی)
    - کالو اسپانیایی
    - کالو کاتالان
    - کالائو پرتغالی

  - ارومینشلا (رومی باسکی)
  - بارانکنیو
  - لیانیتو
- زبان‌های اشاره
  - زبان اشاره اسپانیایی
  - زبان اشاره کاتالانی / والنسیا
  - زبان اشاره پرتغالی
  - زبان اشاره فرانسوی

### بر اساس کشور
- آندورا:
  - کاتالان
  - اسپانیایی
  - فرانسوی
  - پرتغالی
- فرانسه (پیرنه-اورینتال):
  - فرانسوی
  - زبان اشاره فرانسوی
  - کاتالان
  - اکسیتان (بیرون از شبه‌جزیره ایبری)
- جبل الطارق (وابسه به بریتانیا):
  - انگلیسی
  - زبان اشاره بریتانیایی[۱]
  - اسپانیایی
  - لیانیتو
- پرتغال:
  - پرتغالی
    - زبان بارانکنیو (در شهر بارانکس، نزدیک مرز پرتغال و اسپانیا به این زبان صحبت می‌شود)

  - زبان اشاره پرتغالی
  - میراندی (فقط در یک منطقه کوچک شرقی منطقه نورته، نزدیک مرز پرتغال و اسپانیا صحبت می‌شود)
- اسپانیا:
  - اسپانیایی (که کاستیلیایی نیز نامیده می‌شود)
  - زبان اشاره اسپانیایی
  - کاتالان
  - والنسیایی
  - زبان اشاره کاتالان
  - زبان اشاره والنسیایی
  - گالیسی و فالا
  - اوناویایی (که گالیسی-آستوری نیز نامیده می‌شود)[۲]
  - باسکی
  - آراگونی
  - آستوری
  - کانتابری
  - لئونی
  - اکسترمادورایی
  - اکسیتان (بیرون از شبه‌جزیره ایبری)[۳]
  - عربی مراکشی (بیرون از شبه‌جزیره ایبری)
  - ریفیان بربر (بیرون از شبه‌جزیره ایبری)

#### استفاده از زبان‌های رسمی در اسپانیا

نقشه زبان‌های رسمی در اسپانیا